# Assurnirari I
Assurnirari I (Ashur-narari I) foi rei do Antigo Império Assírio, reinando apenas por 26 anos anos, em 1 500 a.C., devido à incertas datas. De acordo com a Lista de Reis Sincrônicos, ele era contemporâneo de Castilias III da Babilônia, mas provavelmente era um erro.

## Biografia
De acordo com a Crônica Sincronística, o filho de Assurnirari I, Puzurassur III, esteve em algumas relações políticas com Burnaburias I da Babilônia.
Em suas inscrições, Assurnirari I comemora alguns de seus projetos de construção em Assur, incluindo o templo duplo de Sin, deus da lua e Samas, deus do sol, e também uma das muralhas da cidade.